# Gondia
Gondia – miasto w Indiach, w stanie Maharasztra. W 2011 roku liczyło 132 813 mieszkańców.